# Aminata Traoré
Aminata Dramane Traoré (Bamako, 1947), es una política y escritora maliense, considerada una de la voces más respetadas por la comunidad africana.

## Biografía
Nacida en una familia modesta de doce  niñas, Aminata Traoré realizó sus primeros estudios en la escuela Maginot. Se doctoró en psicología social en Francia en la universidad de Caen y está diplomada en psicopatología. Es investigadora en ciencias sociales, ha enseñado en el Instituto de etnosociología de la Universidad de Abiyán (Costa de Marfil) además de trabajar para varias organizaciones regionales africanas e internacionales.
Entre 1997 y 2000 fue ministra de Cultura y Turismo de Malí bajo la presidencia de Alpha Oumar Konaré cargo del que dimitió para mantener su derecho "a la libertad de expresión".
En julio de 2005, fue elegida para formar parte del Consejo de Administración del Servicio Internacional de Prensa. Ese mismo año presidió la Comisión de Organización del Foro Social Mundial Policéntrico de Bamako.
Ha coordinado las actividades del Foro para otro Malí y ha sido responsable de la organización del tercera convocatoria en Bamako del Foro social mundial policéntrico de 2006.

## Ideas

### Compromiso altermundialista
Militante altermundialista, se ha comprometido en el combate contra el liberalismo al que considera responsable del mantenimiento de la pobreza en Malí y en general en África. 
Defiende que los estados africanos deben desmarcarse de los programas impuestos por los países occidentales traducidos en planes y programas del Banco Mundial que conducen a la pobreza de la población y generan más violencia y emigración hacia Europa de una gran parte de la juventud. Pide a los gobernantes africanos que reaccionen frente al néocolonialismo.

### Deuda externa
Defiende la cancelación de la deuda de los países africanos que se endeudaron a causa de las administraciones coloniales. También la necesidad de realizar en cada país reformas económicas y establecer medidas para el cambio.

La deuda se produce cuando un país no puede comprar con sus divisas y necesita dólares para subsistir. Cuando las administraciones coloniales abandonaron África, nos hicieron creer que la única forma de desarrollo posible era producir para la exportación. Pero las potencias dejaron de comprar nuestros productos a un precio justo. Durante una época sí lo hicieron, y por eso un país como Costa de Marfil pudo conocer el desarrollo y una cierta prosperidad. Con la nueva situación nos vemos obligados a pedir préstamos a los mismos que nos vendían fábricas obsoletas a sabiendas de que dentro de pocos años no encontraremos repuestos. No eran los africanos los que iban en busca de dinero, sino los vendedores de dinero los que llegaban con sus ’cheques en blanco’. Así nos hicieron tres veces dependientes: de los capitales, de la tecnología y de los expertos. Y con la crisis de los países latinoamericanos, en los 80 la deuda entra en la danza de unas políticas impuestas a todos los países. Los llamados ’programas de reajuste estructural’, que consisten en decirnos: "Vuestro nivel de independencia ya no os permite seguir haciendo esto. Vamos a explicaros lo que hay que hacer". A partir de este momento, invertir en el ser humano se volvió secundario y África quedó arrinconada.
Aminata Traoré - 2007

### Sobre la situación de las mujeres
Considera que la condición de la mujer está directamente relacionada con su entorno económico y social. Su prioridad es no caer enferma, no morir en el parto y que su marido tenga trabajo. Las mujeres africanas salen adelante cuando se les da la posibilidad de ir a la escuela, pero el Banco Mundial llegó en los años 80 para quebrar el impulso de los Estados que estaban implantando la educación universal. Pregúntele al Banco Mundial su parte de responsabilidad en la dirección que han tomado las condiciones de vida de estas mujeres señala en sus entrevistas.
Sobre la ablación...

Es un problema interno de África y África es la que debe resolverlo. La ablación se ha convertido en un negocio para algunos africanos porque Occidente está dispuesto a invertir en esas campañas sin preocuparse de que nada cambie tras ellas. El día en que se ofrezca a las mujeres la posibilidad de instruirse y de tener otras referencias culturales, esta práctica desaparecerá. Hoy sólo se añade desprecio por nuestro pueblo. Es un verdadero insulto para las mujeres africanas el que se las persiga para saber si les han practicado la ablación o no. El machaque económico de África es una ablación que nos duele más que la del clítoris. Que dejen la posibilidad a las mujeres africanas de organizarse, de llevar a cabo su combate, porque se están muriendo de tanto desprecio cultural.
Aminata Traoré - 2007

## Publicaciones
- 1999, Étau, un ensayo que denuncia la política de las instituciones de Bretton Woods (Fondo monetario internacional, Banco Mundial) que imponen la puesta en marcha de planes de ajuste estructural que no hacen más que empobrecer a las poblaciones africanas.

- 2002, Le Viol de l'imaginaire denuncia los mecanismos que privan a África de sus recursos financieros, naturales y humanos.

- 2005 Carta al presidente de los Franceses a propósitos de Costa-de Marfil y de África en general donde analiza las crisis africanas en el marco francés  a la luz de la globalización liberal.
- 2008 África humillada donde critica vivamente el discurso que considera racista y neocolonialista de Nicolas Sarkozy en Dakar en julio 2007.[6]

- 2014 participa, con Jean-Louis Martinelli, en la escritura de la obra teatral Una noche en la presidencia, que será puesta en escena por Jean-Louis Martinelli .[7]

## En la películaBamako
Aminata Dramane Traoré aparece interpretando su propio personaje en calidad de « testigo », en la película Bamako de Abderrahmane Sissako.

## Distinciones y condecoraciones
- Ciwara de Excelencia (1995)
- Caballero de la Orden Nacional de Malí (1996)
- Premio del Príncipe Claus de la Cultura (Países Bajos) en 2005
- oficial de la Orden Nacional de Malí (2006)
- comendador de la Orden Nacional de Malí (2008)[1]